# Zingiber flavofusiforme
Zingiber flavofusiforme là một loài thực vật có hoa trong họ Gừng. Loài này được Mu Mu Aung và Nobuyuki Tanaka miêu tả khoa học đầu tiên năm 2017.

## Mẫu định danh
Mẫu định danh: Tanaka et al. MY850; thu thập ngày 12 tháng 9 năm 2016 ở cao độ 120 m, tọa độ 25°59′50″B 95°41′22″Đ / 25,99722°B 95,68944°Đ, thị trấn Khamti, Khu bảo tồn động vật hoang dã Htamanthi, dọc theo sông Nam Ei Zu (chi lưu sông Chindwin), Nam Ei Mae, vùng Sagaing, Myanmar. Mẫu holotype lưu giữ tại Chi nhánh Vườn Thực vật Tsukuba của Bảo tàng Khoa học và Tự nhiên Quốc gia Nhật Bản ở thành phố Tsukuba, tỉnh Ibaraki, Nhật Bản (TNS). Các isotype lưu giữ tại Vườn Thực vật New York ở The Bronx, New York, Hoa Kỳ (NY) và Viện Nghiên cứu rừng Myanmar ở Yezin, Naypyidaw, Myanmar (RAF).

## Từ nguyên
Tính từ định danh flavofusiforme là tiếng Latinh, kết hợp giữa flavo- nghĩa là màu vàng, màu vàng kim, màu hung vàng với tính từ fusiforme (giống đực/cái: fusiformis) nghĩa là dạng hình thoi, con thoi, con suốt [xe chỉ, sợi]; ở đây là để nói tới cụm hoa hình thoi có màu từ vàng tới da cam của loài này.

## Phân loại
Loài này thuộc tổ Dymczewiczia.

## Phân bố
Loài này là đặc hữu Myanmar, chỉ được tìm thấy tại Khu bảo tồn động vật hoang dã Htamanthi, vùng Sagaing, Myanmar.

## Mô tả
Cây thảo thân rễ sống lâu năm, cao ~1,2 m. Thân rễ đường kính tới 2,5 cm, thuôn dài nằm ngang, phân nhánh; rất ngắn giữa các chồi lá, ruột màu trắng kem, vỏ màu trắng bẩn, hơi thơm. Chồi lá cao tới 1,5 m, với 7-9 lá, có lông cứng mịn, khoảng 1/3 phần gốc thân giả không lá; bẹ không phiến lá 2-3, màu xanh lục ánh đỏ; lưỡi bẹ dài 6 mm, 2 thùy nông, nhẵn nhụi; cuống lá khó thấy, dạng gối, màu xanh lục sáng, nhẵn nhụi; phiến lá hinhf trứng-hình mác hẹp, 20-25 × 5-5,5 cm, mặt gần trục màu xanh lục sẫm, nhẵn nhụi, uốn nếp rõ nét, mặt xa trục màu xanh lục với ánh đỏ tía mờ nhạt, thưa lông tơ dọc theo gân giữa, mép nguyên, đáy tù, đỉnh thon nhỏ dần. Cụm hoa đầu cành trên các chồi lá, ở vị trí thẳng đứng, không cuống; cành hoa bông thóc hình xoan-hình trứng hẹp, 12-14 × 3,5 cm, gồm 15-17 lá bắc (các lá bắc thường hữu sinh); lá bắc màu vàng-da cam chuyển thành vàng khi già, hình trứng, dài ~3,7 cm, rộng ~2,5 cm, đỉnh thuôn tròn, nhẵn nhụi, đỡ 1 hoa; lá bắc con dài 3 cm, rộng 1 cm. Hoa dài 7 cm; đài hoa dài ~2 cm, màu trắng trong mờ, nhẵn nhụi, 1-2 răng ở đỉnh; ống tràng thanh mảnh, dài 3,5–4 cm, đường kính 0,3 cm, màu trắng kem cả hai mặt, mặt ngoài nhẵn nhụi, mặt trong có lông tơ; thùy tràng hoa màu vàng nhạt; thùy tràng lưng hình trứng, dài ~2,5 cm, rộng ~0,9 cm, cong, màu vàng kem với mép trong mờ; các thùy tràng bên hình trứng hẹp, dài ~2,5 cm, rộng 0,7 cm, cùng màu với thùy tràng lưng; cánh môi hình trứng ngược rộng tới hình phỏng thoi, dài 2,5 cm, rộng 2 cm tại vị trí rộng nhất, đáy màu vàng nhạt, với các sọc màu vàng nhạt tỏa tia từ đáy, ánh đỏ-tía tới nâu hạt dẻ và nhiều vết màu vàng nhạt, nhẵn nhụi, mép gợn sóng, đỉnh 3 thùy nông; nhị lép bên khó thấy, hình chỉ, dài 4 mm, màu vàng kem, hợp sinh với cánh môi ở đáy. Bao phấn màu vàng, dài ~2,8 cm với mào, mào bao phấn dài ~1,4 cm, bao quanh đầu nhụy; mô vỏ bao phấn dài 1,3 cm, song song, nứt dọc toàn bộ chiều dài. Vòi nhụy màu trắng, dài 2,5 cm, hình chỉ, nhẵn nhụi; đầu nhụy màu trắng, có lông rung. Tuyến trên bầu 2, dài ~5 mm, thẳng, màu vàng nhạt. Bầu nhụy dài ~4 mm, rộng 2 mm, màu trắng, 3 ngăn với nhiều noãn kiểu đính trụ, rậm lông tơ. Không thấy quả thuần thục. Ra hoa tháng 8-9. Hoa nở vào buổi sáng.